# Veenbesparelmoervlinder
De veenbesparelmoervlinder (Boloria aquilonaris) is een vlinder uit de familie Nymphalidae, de vossen, parelmoervlinders en weerschijnvlinders.

## Kenmerken
De vlinder heeft een spanwijdte van 34 tot 40 millimeter.

## Verspreiding en leefgebied
Het verspreidingsgebied van de veenbesparelmoervlinder beslaat westelijk Azië en Noord- en Centraal-Europa. In Nederland is de vlinder ernstig bedreigd en in België kwetsbaar. Per jaar komt één generatie tot ontwikkeling die vliegt van juni tot en met augustus. De vlinder is voornamelijk te vinden op hoogvenen en natte graslanden.

## Waardplanten
De waardplant van de rups is de veenbes en de lavendelheide uit de familie Ericaceae. De vlinder drinkt de nectar van de wateraardbei en de kale jonker.

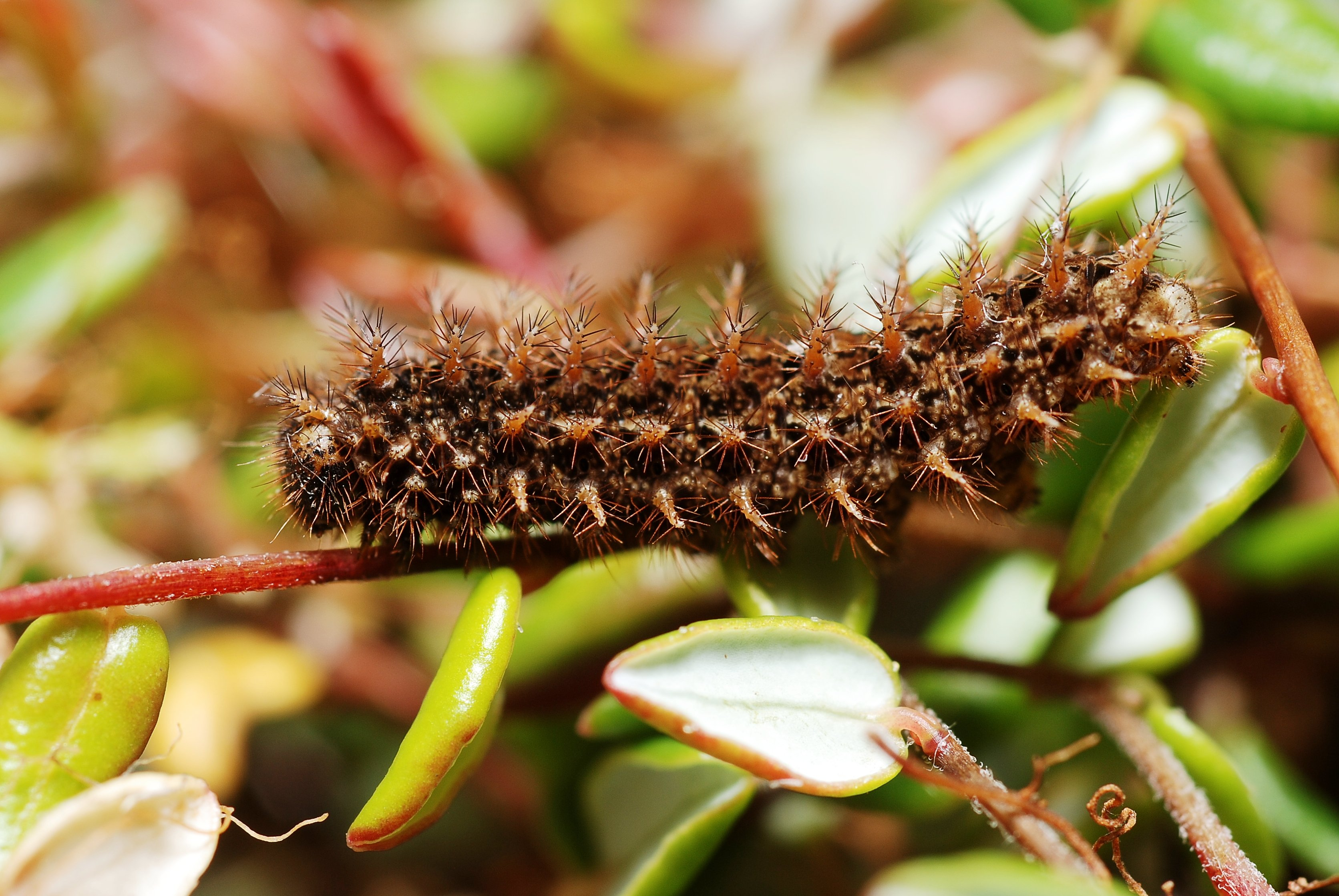
Rups
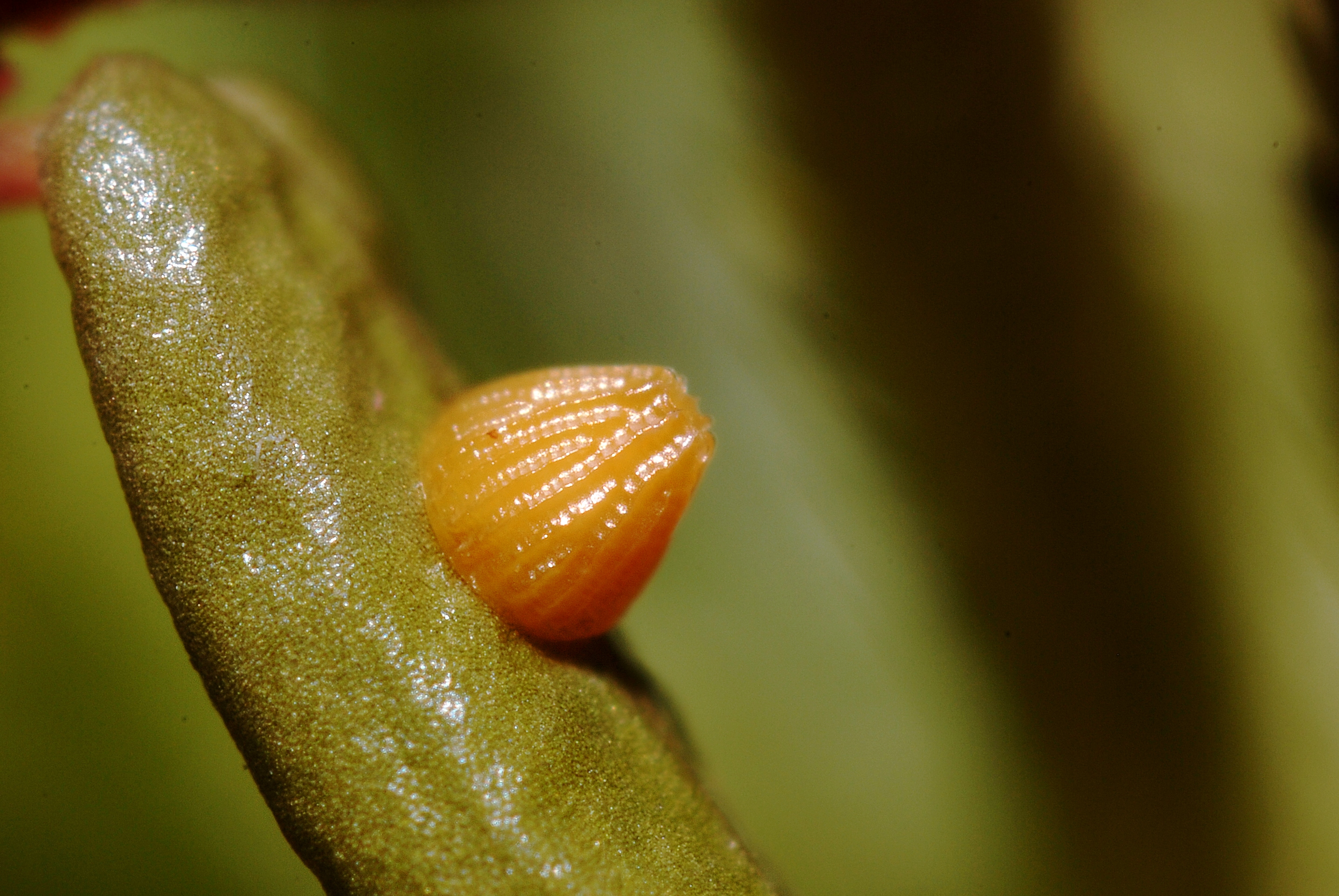
Ei op kleine veenbes
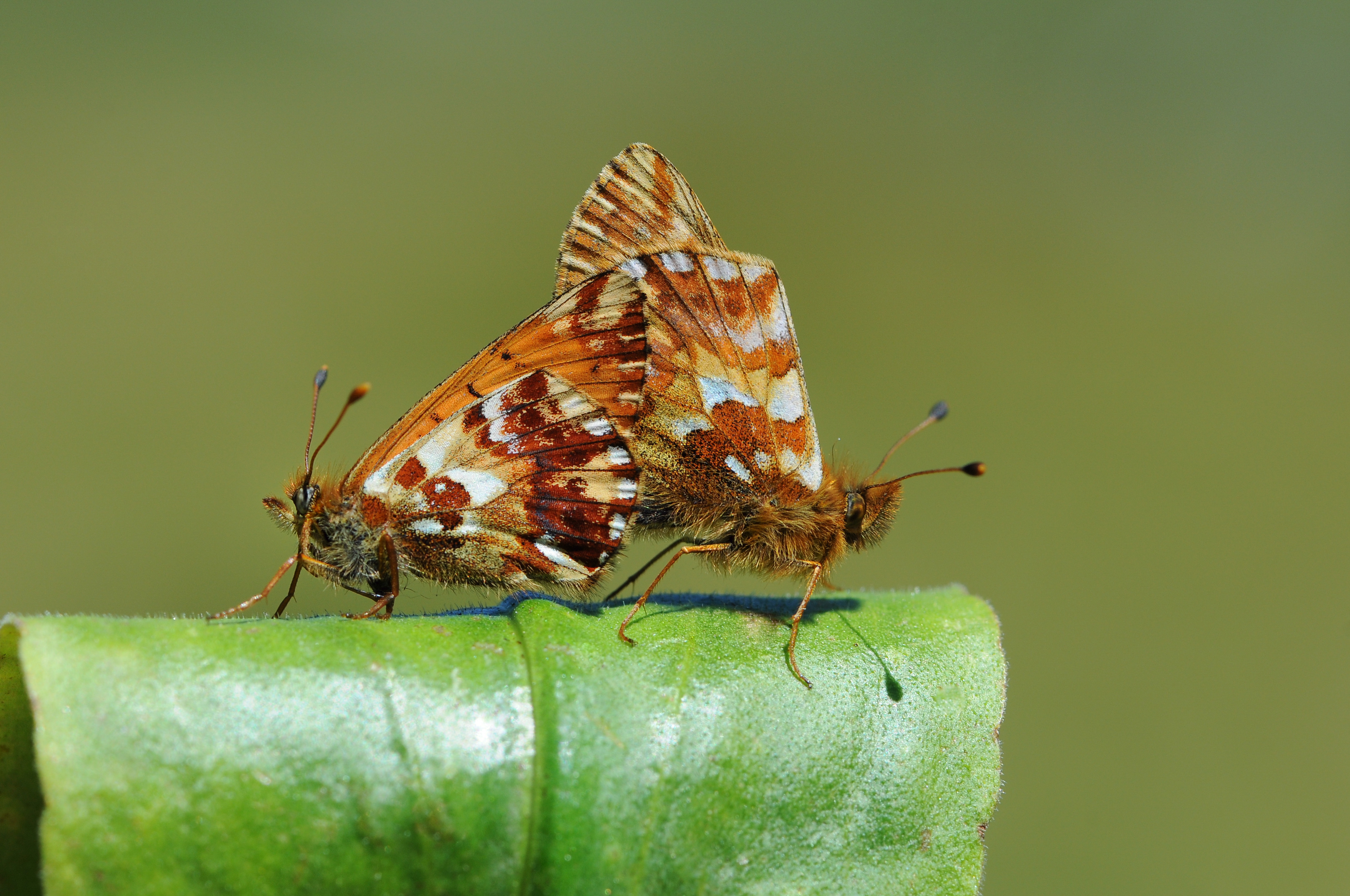
copula